# Доротея София фон Брауншвайг-Волфенбютел
Доротея София фон Брауншвайг-Волфенбютел (на немски: Dorothea Sophia von Braunschweig-Wolfenbüttel; * 17 януари 1653, Волфенбютел; † 21 март 1722, Пльон) от род Велфи (Нов Дом Брауншвайг), е принцеса от Брауншвайг-Люнебург-Волфенбютел и чрез женитба херцогиня на Шлезвиг-Холщайн-Зондербург-Пльон.

## Живот
Тя е първата дъщеря на херцог Рудолф Август фон Брауншвайг-Волфенбютел (1627 – 1704) и първата му съпруга графиня Кристиана Елизабет фон Барби (1634 – 1681).
Доротея София се омъжва на 2 април 1673 г. във Волфенбютел за херцог Йохан Адолф фон Шлезвиг-Холщайн-Зондербург-Пльон (1634 – 1704) от Дом Олденбург. Йохан Адолф участва в множество войни, също и против турците, и оставя управлението на херцогството на майка му Доротея Августа (1602 – 1682) и на съпругата му Доротея София. Херцог Йохан Адолф умира при падане от кон на 2 юли 1704 г., няколко дена след сина им Адолф Август.
Доротея София умира в Пльон на 69-годишна възраст.

## Деца
Доротея София и херцог Йохан Адолф имат децата:
- Адолф Август (* 29 март 1680; † 29 юни 1704), женен 1701 г. за Елизабет София Мария фон Шлезвиг-Холщайн-Норбург (1683 – 1767)

- техният син, Леополд Август (1702 – 1706), умира като малко дете

- Кристиан Карл (* 1689; † 27 октомври 1704)
- Доротея София (1692 – 1765), омъжена 1709 г. за Адолф Фридрих III фон Мекленбург (1686 – 1752)